# Parinari montana
Parinari montana là một loài thực vật có hoa trong họ Cám. Loài này được Aubl. mô tả khoa học đầu tiên năm 1775.